# 特別縁故者
特別縁故者（とくべつえんこしゃ、朝鮮語: 특별 연고자）とは、日本法（民法958条の2）及び韓国法（1057条の2）において、相続人がいない相続財産を家庭裁判所の裁判に基づいて分与された者をいう。

## 制度の沿革
ほとんどの法域で、相続の開始時に相続人や受遺者となるべき者が見当たらないときは、無遺言で死亡した被相続人の財産を原則として国庫（財産主体としての国家）その他の公共団体に帰属させるという制度が採られている。
日本法（民法959条）及び韓国法（民法1058条1項）も同様の制度を採っているが、日本法は昭和37年（1962年）に、韓国法は1990年にそれぞれ特別縁故者の制度を導入した。これらの法改正は、いずれも相続人の範囲の縮小を契機としている。

### 制度の沿革（日本）
日本で明治31年（1898年）に施行された民法（明治民法）の相続編の下では、家督相続が相続法制の主役であった。家督相続とは、西欧の家父に相当する「戸主」が家庭の財産を一手に所有することを前提に、戸主の地位及び財産を家督相続人が包括的に承継するという方式である。家督相続人は親族関係のない他人から選定することも可能であったため（982条）、家督相続人となるべき者が見当たらないという事態は生じにくかった。戸主以外の者の財産が承継される遺産相続でも、他に相続人がいないときは戸主が相続人となったため（996条）、相続人が見当たらないという事態も生じにくかった。
それでも相続人の不存在は生じ得るので、臨時法制審議会は昭和2年（1927年）の「民法相続編中改正ノ要綱」において、相続財産管理人が家事審判所の許可を得て前戸主と特別の縁故のあった者又は神社・寺院に対して相当の贈与をする制度の創設を提案した。昭和15年（1940年）に整理された「人事法案（仮称）第二編相続編」344条は、この要綱に沿って立案された。しかし、これらの提案は戦局の悪化により立法されなかった。
終戦後に改正された日本民法の相続編は戸主制度を廃止し、相続人の範囲を比較的狭い範囲に限定したため、旧規定に比べれば相続人の不存在が多く生じ得ることになり、戦前の提案が具体的に立法された。被相続人と生計を同じくしていた者、被相続人の療養看護に努めた者、その他被相続人と特別の縁故があった者が請求し、家庭裁判所が相当と認めるときが対象となる。
日本における相続財産分与の年間申立件数は、昭和40年（1965年）には189件、昭和60年（1985年）でも369件にとどまっていた。しかし、遺言やその代替としての民事信託の普及が遅いことと、少子高齢化の急速な進展（少子高齢化により、子も配偶者も親きょうだいもいない死亡者が増加する。）とに伴って、相続人のいない無遺言相続が急激に増加した。相続財産分与の年間申立件数も、平成17年（2005年）には822件となり、平成27年（2015年）には1,043件に増加した。

### 制度の沿革（韓国）
韓国における経過も日本と似ている。日本の植民地時代の韓国では、朝鮮民事令1条により日本民法が「依用」されていたが、朝鮮人の相続については、民法の依用を行わず、慣習によるとした（朝鮮民事令第11条）。この慣習は、て祭礼相続、戸主相続および財産相続の三つとされ、日本とほぼ同様の相続制度が行われていた。
韓国は1945年に独立を回復し、1960年に民法を制定したが、戸主制度は血統を重視する韓国人の価値観と整合的であったために維持され、戸主となる相続人を他の相続人より優遇することにしたほか、8親等内という非常に広い範囲の親族に相続権を認めていた。
しかし、1990年の民法改正により戸主の優遇は廃止され、相続権を有する親族の範囲が4親等内に縮小され、同時に特別縁故者の制度が導入された。

## 制度趣旨
特別縁故者の制度趣旨は、遺言法や遺贈ないしは死因贈与法を補充することにあるという理解が一般的である。
他方で、この制度は学説から警戒の目で見られ続けた。その警戒心の基底にあったのは、明治民法下での家族制度の復活に対する懸念である。すなわち、大日本帝国憲法下では、権威主義的・軍国主義的政治体制を正当化する論拠の一つとして、国ないしは全世界を一つの家族に見立てる思想（国体思想、八紘一宇）が援用されることが多かった。そのため、昭和37年（1962年）の民法改正が施行された当時の家族法学界では、特別縁故者の制度は運用次第で家督相続と同様の機能を果たしかねないという懸念を抱く学者が多かったのである。